# Louis Million
Louis Million est un homme politique français né le 18 septembre 1829 à Lyon (Rhône) et décédé le 14 juillet 1901 à Épinal (Vosges)

## Biographie
Louis Million appartient à une ancienne famille du Beaujolais. Avocat à Lyon, il est maire de Quincié en 1870, conseiller général du canton de Beaujeu de 1874 à 1886 (date de sa démission). Il est  député du Rhône de 1882 à 1900. Élu sénateur lors d'une élection partielle en juin 1899, la vérification des pouvoirs ayant pris du retard, il est soumis à renouvellement très rapidement, et n'est pas réélu sénateur en janvier 1900.
Il s'est particulièrement investi sur les questions viticoles.

## Publications
Il est l'auteur de nombreux ouvrages :
Aide-mémoire à l'usage des juges de paix et des greffiers de justice de paix, 5e édition, Paris : Annales des justices de paix , 1879, 194 p. (consultable sur Gallica)
Le contrat d'apprentissage, commentaire de la loi du 22 février 1851,  Paris : impr. de A. Hennuyer, 1881, 71 p. 
Du contrat d'engagement des ouvriers,  Extrait de la 3e édition du "Dictionnaire général et raisonné des justices de paix, Paris : bureau des "Annales des justices de paix" , 1869, 48 p.
Étude sur la législation et jurisprudence applicables à la charge des soies, ses conséquences juridiques pour les fabricants, marchands de soie, teinturiers,  Paris : Cotillon , 1867,  21 p.

## Sources
- « Louis Million », dans Adolphe Robert et Gaston Cougny, Dictionnaire des parlementaires français, Edgar Bourloton, 1889-1891 [détail de l’édition]
- « Louis Million », dans le Dictionnaire des parlementaires français (1889-1940), sous la direction de Jean Jolly, PUF, 1960 [détail de l’édition]